# Le Muy
Le Muy è un comune francese di 9 130 abitanti situato nel dipartimento del Var della regione della Provenza-Alpi-Costa Azzurra.
Il comune è bagnato dai fiumi: Argens, Nartuby, e Endre.

## Società

### Evoluzione demografica
Abitanti censiti

## Vie di comunicazione
Il comune è servito da:
- Route nationale 7 (RN7)
- Autoroute A8
- la ferrovia Parigi-Ventimiglia